# خاوی کوستا
خاوی کوستا (انگلیسی: Javi Costa؛ زادهٔ ۱۸ آوریل ۱۹۹۷) بازیکن فوتبال اهل اسپانیا است.